# Grace Anne Stewart
Grace Anne Stewart (* 4. August 1893 bei Minnedosa, Manitoba, Kanada; † 15. Oktober 1970 in Tucson, Arizona, USA) war eine kanadische und später US-amerikanische Geologin und Paläontologin. Sie war 1918 die erste Kanadierin, die einen akademischen Titel im Fach Geologie erhielt. Später forschte und unterrichtete sie an der Ohio State University in den USA.

## Leben
Grace Anne Stewart wurde am 4. August 1893 auf der Farm ihrer Eltern in der Umgebung von Minnedosa in der kanadischen Provinz Manitoba geboren. Sowohl ihr Vater John Stewart (1850–1937) als auch ihre Mutter Elizabeth („Lizzie“), geborene Crerar (1854–1906), waren schottischer Abstammung. Sie wuchs gemeinsam mit zwei Brüdern und zwei Schwestern auf und besuchte sowohl die Grundschule als auch die High School in Minnedosa. Frühe Einblicke in akademische und technische Belange ermöglichten ihr auch die Beispiele ihrer fünf Onkel, von denen drei Mediziner, einer Jurist und der fünfte ein Bauunternehmer waren.
Nach ihrem High-School-Abschluss 1912 zog sie nach Alberta, mit der Absicht, dort als Lehrerin tätig zu werden. Im Herbst 1914 schrieb sie sich jedoch an der University of Alberta als Studentin ein. Ungewöhnlich für eine junge Frau ihrer Zeit wählte sie Geologie als Hauptfach, und 1918 war sie die erste Kanadierin, die einen akademischen Titel (Bachelor) in diesem Fach erhielt. Abseits ihrer Studien engagierte sie sich bei der Young Women’s Christian Association und im Theaterverein der Universität. Ihre bevorzugte Freizeitbeschäftigung war jedoch das Eishockey, und als Mannschaftskapitän führte sie das Damenteam der Universität 1918 zu beachtlichen Erfolgen.
Stewart blieb noch zwei weitere Jahre als Assistentin an der Abteilung für Geologie der University of Alberta, bis sie sich 1920 einen Mastergrad in Geologie erarbeitet hatte. In ihrer Funktion als Assistentin unterstützte sie den Leiter der Abteilung, John Andrew Allan, bei der Erstellung von Berichten über wirtschaftlich nutzbare Lagerstätten in Alberta für die lokale Provinzregierung. Diese Berichte führten 1921 zur Gründung des „Scientific and Industrial Research Council of Alberta“.
Ein Stipendium ermöglichte Stewart 1921 den Wechsel an die University of Chicago in den Vereinigten Staaten, wo sie unter Stuart Weller hauptsächlich zu paläontologischen Themen arbeitete und 1922 cum laude promovierte. Bereits im Februar 1921 wurde sie, zunächst als „Associate Member“, in die wissenschaftliche Vereinigung Sigma Xi aufgenommen. Die Sommermonate 1921 und 1922 verbrachte sie in Kanada und arbeitete, gegen den Widerstand ihrer durchwegs männlichen Vorgesetzten und Kollegen, für den Geological Survey of Canada (GSC).
Eine Karriere als hauptberufliche Geologin in Kanada schien ihr nach den schlechten Erfahrungen am GSC weitgehend unmöglich. Auf Empfehlung ihrer Professoren an der University of Chicago erhielt sie 1923 jedoch durch John A. Bownocker das Angebot, seinem Team an der Abteilung für Geologie der Ohio State University zunächst als „Instructor“ beizutreten. Bownocker war bekannt dafür, Frauen in den Geowissenschaften vorurteilslos gegenüberzustehen, und Stewart nahm das Angebot an. 1928 arbeitete sie nochmals kurzfristig für den Geological Survey of Canada, stieß dort aber nach wie vor auf massiven Widerstand ihrer männlichen Kollegen.
Noch im selben Jahr 1928 wurde sie an der Ohio State University zum Assistant Professor für Geologie und 1937 zum Associate Professor befördert. In den Kriegsjahren 1944/45 war sie als Geographin für das Office of Strategic Services tätig. Nach Kriegsende setzte sie ihre Forschungs- und Lehrtätigkeit an der Ohio State University fort und wurde 1946 zum Full Professor befördert. Im Verlauf ihrer Karriere nahm sie auch die US-amerikanische Staatsbürgerschaft an.
Im Alter von etwa 60 Jahren zeigte Stewart, nach Ansicht ihrer Kollegen, Anzeichen von Müdigkeit und Mutlosigkeit in der Erfüllung ihrer Pflichten und 1954 ließ sie sich vorzeitig in den Ruhestand versetzen. Als Professor Emeritus brach sie nahezu alle Kontakte zur Ohio State University ab und übersiedelte nach Tucson, Arizona. Ihr selbstgewählter Ruhestand war zunächst jedoch nur von kurzer Dauer. 1956 folgte sie einem Ruf aus ihrer alten Heimat Kanada, wo sie bis 1958 als Paläontologin in der Kohlenwasserstoffexploration tätig war.
Zurück in Tucson verfasste sie 1959 den Abschnitt über das Devon für die gerade im Entstehen begriffene „McGraw-Hill Encyclopedia of Science and Technology“, lebte ansonsten aber weitgehend zurückgezogen. Im März 1969 erlitt sie einen Schlaganfall, von dem sie sich nicht mehr erholte. Ihren letzten Lebensabschnitt verbrachte sie in einem Pflegeheim, bis sie am 15. Oktober 1970 in Tucson, Arizona verstarb.

## Schaffen

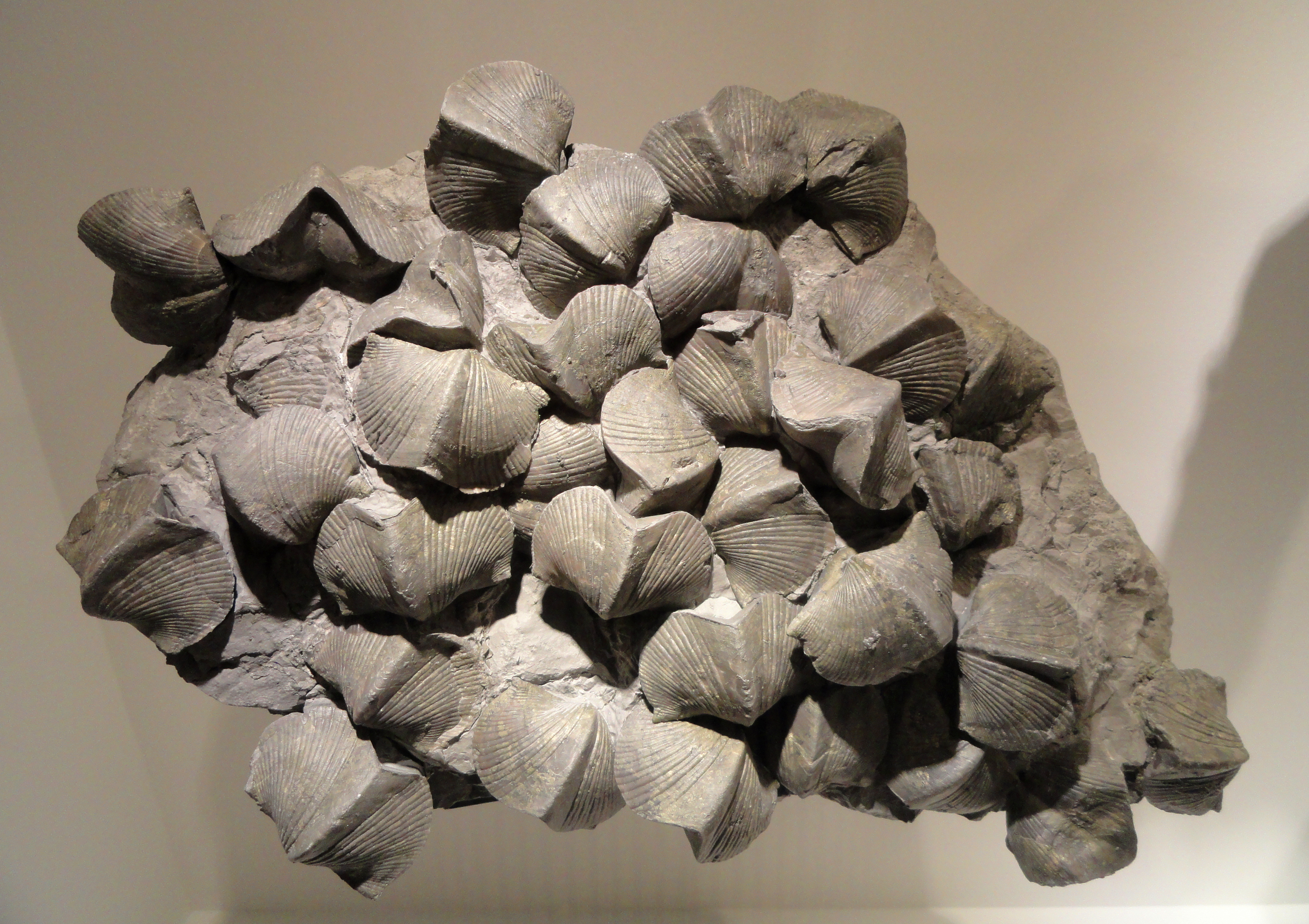
Massenansammlung von Armfüßern der Art Paraspirifer bownockeri (Stewart, 1927) aus der Silica-Formation. Die Art ist eine von Stewarts bekannteren Erstbeschreibungen und nach ihrem Förderer John A. Bownocker benannt.

In ihrer Hauptschaffensphase beschäftigte sich Stewart nahezu ausschließlich mit der Paläontologie der Wirbellosen des Silur und Devon von Ohio. Die Ergebnisse ihrer Forschungstätigkeit veröffentlichte sie in mehr als zwei Dutzend wissenschaftlichen Publikationen mit zahlreichen Erstbeschreibungen fossiler Taxa.
Sie prägte 1927 den Begriff „Silica-Shale“ (später auch als Silica-Formation bezeichnet) für eine besonders fossilreiche Gesteinsabfolge des Devons, die erst in den 1920er-Jahren durch Steinbruchaktivitäten einer Zementfabrik in der Umgebung der Kleinstadt Silica im Lucas County von Ohio aufgeschlossen worden war. Der Beschreibung dieser, durch Pyritisierung oft hervorragend erhaltenen Fauna widmete sie zwischen 1927 und 1940 mehrere Arbeiten. Gleichzeitig erstellte sie in diesen Jahren eine umfassende Monografie zu den rugosen und tabulaten Korallen des mittleren Devon von Ohio, die 1938 als achter Band der „Special Papers“ der Geological Society of America veröffentlicht wurde.
Nach einer 1973 durch Edmund M. Spieker veröffentlichten Publikationsliste verlagerte Stewart ab Ende der 1930er-/Anfang der 1940er-Jahre den Schwerpunkt ihre Forschungstätigkeit. Ihre frühen Publikationen ließen sich als „klassische“ paläontologische Arbeiten, etwa in der Tradition eines James Hall, charakterisieren. Nunmehr konzentrierte sie sich jedoch überwiegend auf mikropaläontologische Themen (hauptsächlich Foraminiferen und Ostrakoden) und deren Nutzen für die Auflösung der Stratigraphie des Silur und Devon von Ohio und angrenzender Gebiete. Die Verwendung von Mikrofossilien zur Korrelation verschiedener Schichtfolgen war zu dieser Zeit zwar bereits gut etabliert, beschränkte sich jedoch meist auf die Analyse jüngerer Ablagerungen im Rahmen der Suche und Erschließung von Kohlenwasserstoff-Lagerstätten. Eine entsprechende Untersuchung paläozoischer Sedimente war dagegen eher ungewöhnlich.

### Rezeption
Frühe Berichte über Grace Anne Stewart finden sich in der Studentenzeitschrift The Gateway der University of Alberta, in der zwei kurze Artikel zu ihrer Person veröffentlicht wurden. Der erste erschien 1918 anlässlich ihrer Graduierung zum Bachelor, enthielt einige Informationen zu ihrer Herkunft und universitären Aktivitäten abseits des Lehrbetriebes. Besonders hervorgehoben wurden ihre Erfolge im Universitätssport, während ihre akademischen Leistungen oder die Tatsache, dass sie als erste weibliche Studierende Kanadas im Fach Geologie graduiert hatte, keine Erwähnung fanden.
Ein weiteres Kurzporträt erschien 1920, nach der Verleihung ihres Mastergrades, in The Gateway. Diesmal fanden zwar ihr Fach, die Geologie, und ihr Spezialgebiet, die Paläontologie, Erwähnung, betont wurde jedoch auch ihre offenbar eher zierliche Statur. Wörtlich wurde sie in diesem Eintrag als „Westentaschen-Ausgabe“ („vest pocket edition“) bezeichnet, die man eher für eine College-Abgängerin bei der Immatrikulation gehalten hätte als für eine Graduierte.
In mehreren Nachrufen aus den frühen 1970er-Jahren wurden ihre ruhige und methodische Arbeitsweise in Forschung, Lehre und Administration gewürdigt. Hervorgehoben wurden ihre Bereitschaft auch zu physisch anspruchsvoller Arbeit im Gelände und ihre Rolle als Pionierin in der vermeintlichen „Männerdomäne“ der Geologie. In späteren Rezeptionen ihres Schaffens wurde auch auf ihre Schwierigkeiten, wegen geschlechtsspezifischer Vorurteile, in Kanada beruflich Fuß zu fassen, eingegangen.
Im Jahr 2015 gründete eine Gruppe von Studierenden der Erdwissenschaften an der University of Alberta die „Grace Anne Stewart Speaker Series“, um auf das Ungleichgewicht zwischen weiblichen Lehrenden (3 %) und weiblichen Studierenden (40 %) am Earth & Atmospheric Sciences Department der Universität aufmerksam zu machen.

## Werke (Auswahl)
- G. A. Stewart: The Fauna of the Little Saline Limestone in Ste. Genevieve County. 1922[16] (Stewarts erste umfassende Abhandlung wurde im Jahr ihrer Promotion veröffentlicht)
- G. A. Stewart: Fauna of the Silica Shale of Lucas County. 1927[10] (Die erste Beschreibung der Fauna dieser Formation gilt als eine der wichtigsten Arbeiten Stewarts)[6][9]
- G. A. Stewart: Additional Species from the Silica Shale of Lucas County, Ohio. 1930[17]
- G. A. Stewart: Ostracodes of the Silica Shale, Middle Devonian, of Ohio. 1936[18]
- G. A. Stewart: Middle Devonian corals of Ohio. 1938[12] (Die 120 Seiten starke Abhandlung wird neben Fauna of the Silica Shale of Lucas County als eine ihrer bedeutendsten Arbeiten gewertet)[6][9]
- G. A. Stewart: Crinoids from the Silica shale, Devonian, of Ohio. 1940[19]
- G. A. Stewart & R. R. Priddy: Arenaceous Foraminifera from the Niagaran rocks of Ohio and Indiana. 1941[20]
- G. A. Stewart & W. E. Hendrix: Ostracoda of the Plum Brook Shale, Erie County, Ohio. 1945[21]
- G. A. Stewart & W. E. Hendrix: Ostracoda of the Olentangy shale, Franklin and Delaware Counties, Ohio. 1945[22]
- G. A. Stewart & L. Lampe: Foraminifera from the Middle Devonian Bone Beds of Ohio. 1947[23]
- G. A. Stewart: Ostracoda from Middle Devonian Bone Beds in Central Ohio. 1950[24]
- G. A. Stewart: Age relations of the Middle Devonian limestones in Ohio. 1955[25]
- G. A. Stewart & W. C. Sweet: Conodonts from the Middle Devonian Bone Beds of Central and West-Central Ohio. 1956[26]

## Dedikationsnamen
Nach Grace Anne Stewart wurden mehrere fossile Taxa benannt.

### Gattungen
- Stewartophyllum Busch, 1941: Eine Gattung rugoser Korallen aus dem Devon.[27]

### Arten
- Hexagonaria stewartae Stumm, 1948: Eine koloniebildende rugose Koralle der Gattung Hexagonaria, die von Stewart bereits 1938 ungültig als Prismatophyllum whitefieldi beschrieben[12] und zehn Jahre später durch Stumm neu beschrieben und zu Ehren von Stewart umbenannt wurde.[28]
- Histocrinus stewartae (Kier, 1952): Eine Seelilienart aus dem Devon der Silica-Formation in Ohio, die zu Ehren von Stewart zunächst als Decadocrinus stewartae erstbeschrieben[29] und später in die Gattung Histocrinus überführt wurde.[30]
- Sansabella stewartae Marple, 1952: Ein Vertreter der Ostrakodengattung Sansabella aus dem Pennsylvanium von Ohio.[31]
- Tetrasacculus stewartae Benson & Collinson, 1958: Eine Ostrakodenart aus dem Mississippium von Illinois.[32] Die Gattung Tetrasacculus war bereits 1936 durch Stewart selbst aufgestellt worden.[18]